# NGC 4121
NGC 4121 este o galaxie eliptică situată în constelația Dragonul. A fost descoperită în 9 septembrie 1866 de către Heinrich Louis d'Arrest. Se află la o distanță de 20,9 de megaparseci de Pământ.